# Пиетрари (Дамбовица)
Пиетрари (рум. Pietrari) насеље је у Румунији у округу Дамбовица у општини Пиетрари. Oпштина се налази на надморској висини од 414 m.

## Становништво
Према подацима из 2002. године у насељу је живело 1210 становника, од којих су сви румунске националности.